# Was für ein Genie
Der Film Was für ein Genie (englischer Originaltitel: Real Genius) ist eine US-amerikanische Komödie von Martha Coolidge aus dem Jahr 1985. Die Hauptrollen spielen Val Kilmer und Gabriel Jarret. Der Film startete am 24. April 1986 in den deutschen Kinos.

## Handlung
Die CIA (der Auslandsgeheimdienst der Vereinigten Staaten von Amerika) nimmt Professor Jerry Hathaway unter Vertrag, um eine starke Laserwaffe an der Pacific Tech, einer fiktiven technischen Universität in den USA, zu entwickeln. Diese Laserwaffe soll die Fähigkeit besitzen, einzelne Menschen vom Weltraum aus zu töten. Infolgedessen bildet Hathaway ein Forschungsteam aus Studenten der Universität, um im Auftrag des Pentagons den Laser zu entwickeln und zu perfektionieren. Die Studenten werden dabei nicht darüber informiert, dass sie eine militärisch und zur Vernichtung unbequemer Personen nutzbare Waffe entwickeln.
Als die CIA darauf besteht, dass die Ausgangsleistung des Lasers erhöht wird, sucht Hathaway außerhalb der Universität nach neuen Talenten, sogenannte Einsteins, und wird dabei auf den aufstrebenden Nerd Mitch Taylor aufmerksam. Professor Hathaway sorgt daraufhin dafür, dass Mitch Taylor an der Pacific Tech ein Stipendium für das Wintersemester erhält. Mitch Taylor wird der zweitjüngste je von der Pacific Tech zugelassene Student.
Mitch Taylor wird ein Zimmer mit dem Studenten Chris Knight zugeteilt. Chris Knight ist ein Student eines älteren Semesters und arbeitet zu diesem Zeitpunkt bereits am Projekt zur Entwicklung des Lasers. Mitch Taylor lernt auch den Rest des Teams kennen. Zu diesem gehört der Universitätsassistent Kent Torokvei. Kent Torokvei sieht in Mitch Taylor eine Bedrohung, vor allem nachdem er dem Neuling untergeordnet wird.
In der Zwischenzeit kauft Hathaway ein großes Anwesen in der Nähe der Universität und investiert viel Geld, um dieses zu renovieren und einzurichten. Das Geld dafür stammt aus dem Laser-Projekt. Ein Offizier der Air Force verdächtigt Hathaway, dass dieser Geld aus dem Laser Projekt für sich selbst abgezweigt hat, während der Professor die Studenten dazu bringt, kostenlos für ihn an dem Projekt zu arbeiten. Der Offizier warnt Hathaway, dass die Regierung eine Begutachtung des Projekts durchführen wird, wenn das Projekt hinter den Zeitplan gerät. Da das Projekt zu diesem Zeitpunkt bereits hinter dem Zeitplan liegt, versucht Hathaway die Entwicklung des Lasers zu beschleunigen.
Es gelingt ihm auch und das Projekt wird erfolgreich beendet, doch dann bemerken die Studenten Chris und Mitch, wie der Professor sie zum Bau des Lasers missbraucht hat, als ihnen klar wird, dass dieser Laser nur für militärische Zwecke benutzt werden kann. Deshalb starten sie einen Rachefeldzug gegen ihn. Es gelingt ihnen, den Laser zu sabotieren und es zu benutzen, um sein großes Anwesen zu zerstören, wobei sie auch das Projekt vor dem Kongress bloßstellen können. Es wird angedeutet, dass er später wegen dieser Angelegenheit erledigt ist.

## Hintergrund
Die Schlussszene, in der ein Haus von innen heraus von einer riesigen Menge Popcorn zerstört wird, wurde nicht mit einem Modell gedreht, sondern mit einem echten Haus und einer Menge an Popcorn, die das Filmteam über die Dauer von ca. 3 Monaten selbst hergestellt hat.
In der Folge Car vs. Rain der siebten Staffel der Serie MythBusters – Die Wissensjäger wurde Bezug genommen auf diese Szene. In verschiedenen Versuchen wurde versucht nachzustellen, ob es möglich wäre mit Popcorn ein Haus zu zerstören.
Die Spezialeffekte des Films stammen von Philip C. Corey und Ron Cobb.

## Kritiken
„Langatmig inszenierter Studentenulk mit einigen Pubertätsproblemen, der die satirischen Ansätze des Themas verschenkt.“

„Bemüht lustig keinesfalls genial“

„Einen Tick besser als der übliche Mist. Die Regisseurin umschifft augenzwinkernd die Klippen des oberdoofen Plots.“